# Jamie Moses

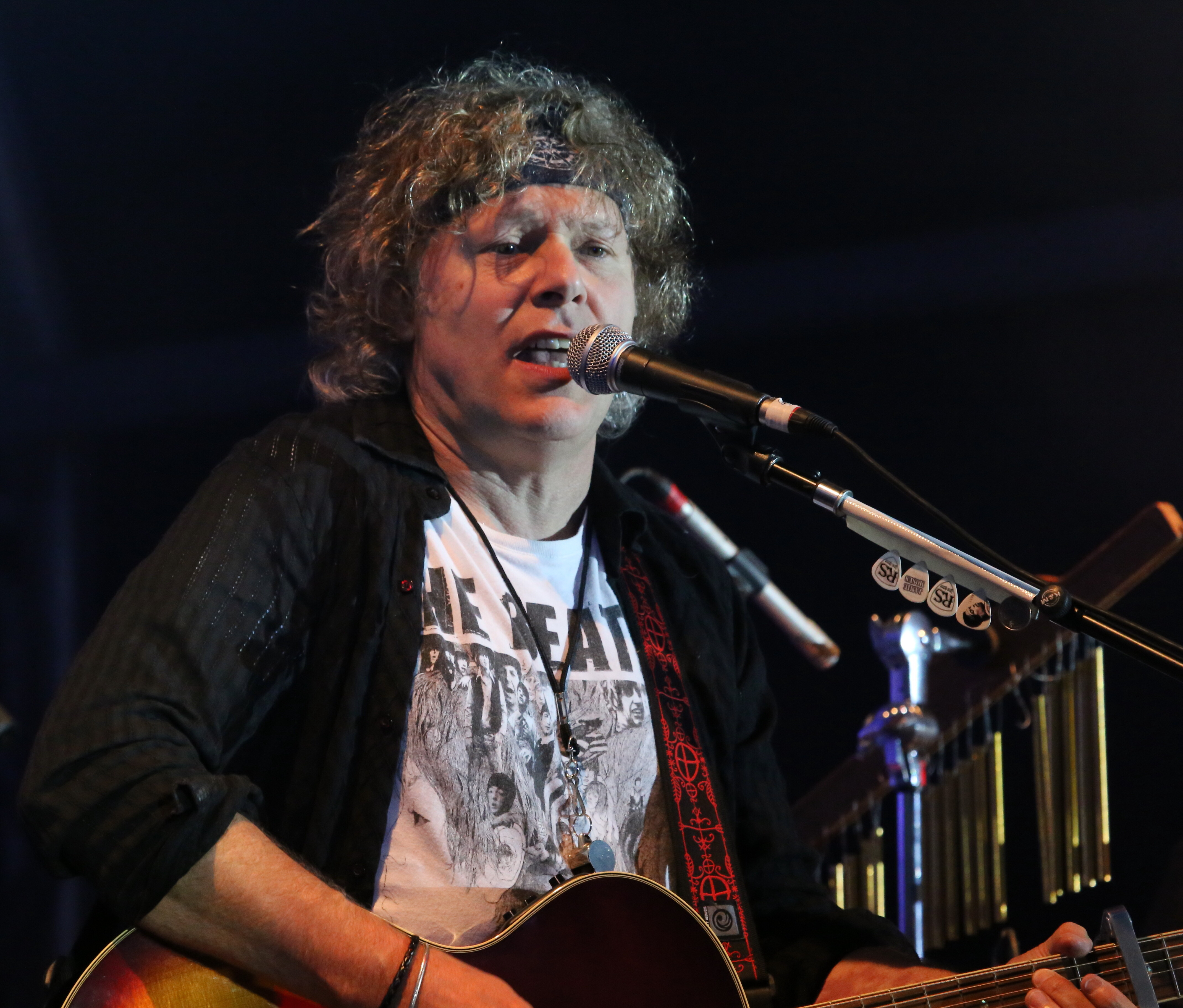
Jamie Moses, 2013

Jamie Moses (* 30. August 1955) ist ein englisch-amerikanischer Rock- und Popmusiker.
Geboren als Sohn einer englischen Mutter und eines US-amerikanischen Vaters im Vereinigten Königreich wuchs Moses in den USA und in Japan auf, lebt aber heute in England. Er ist ein Session- und Studiomusiker der internationalen Rock- und Popszene, hauptsächlich als Gitarrist, aber auch als Bassist und Sänger.
Zu Beginn seiner Karriere hatte Moses in den 1970er und 1980er Jahren mit eigenen Bands bescheidene Charterfolge. Mit Merlin (1974–1978) und Broken English (1987–1991), wo er auch teilweise die Leadvocals beisteuerte, gelang es ihm, einige Singles in den hinteren Bereichen der US-Top 100 zu platzieren. Daneben gründete er 1994 mit Queens Live-Keyboarder Spike Edney die SAS Band, eine Coverband, die in ganz Europa live auftritt.
Wesentlich erfolgreicher war und ist Moses als Session- und Studiomusiker. Seit Beginn der 1990er Jahre arbeitet Moses hauptsächlich als freier Musiker. So arbeitete er live auf der Bühne und auch teilweise im Studio unter anderem für Pete Townshend, Hollies, Pretenders, Bob Geldof, Eric Burdon, Mike & the Mechanics, Roger Chapman, Paul Young, Gary Barlow, Tony Hadley und Brian May. Von 2004 bis 2008 war er zweiter Gitarrist bei den Live-Auftritten von Queen + Paul Rodgers.

## Diskografieauswahl

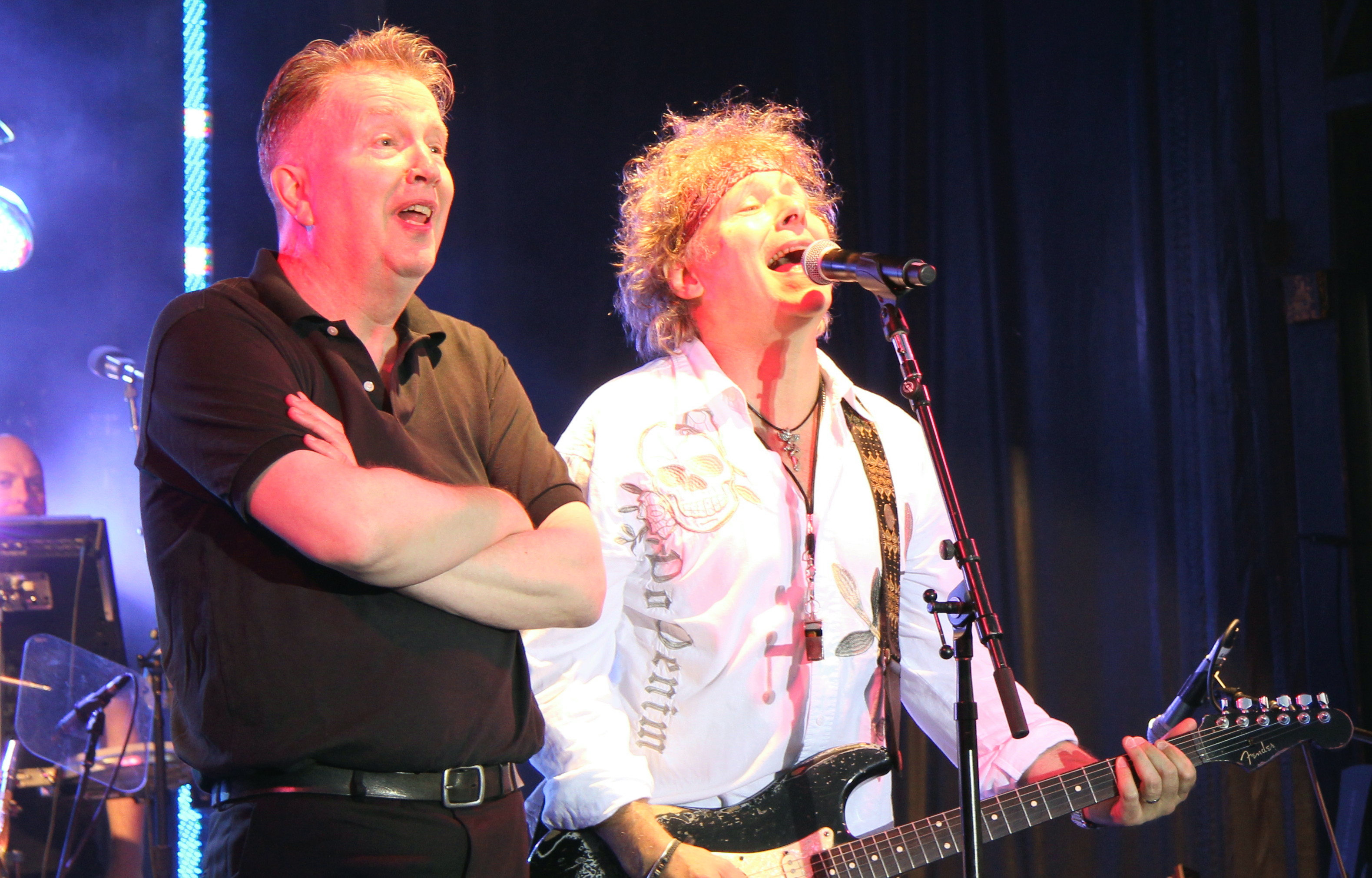
Moses (rechts) mit Tom Robinson, 2012

- 1993: The Brian May Band – Live at the Brixton Academy (Album/VHS)
- 1998: Brian May – Another World (1998; Gitarre in Slow Down)
- 2002: Los Pacaminos – Los Pacaminos
- 2005: Hiding in Public – Silent Exchange
- 2005: Queen + Paul Rodgers – Return of the Champions (CD/DVD)
- 2006: Queen + Paul Rodgers – Super Live in Japan (DVD, nur in Japan erschienen)
- 2006: Los Pacaminos – Los Pacaminos Live
- 2007: Hiding in Public – What Lies Ahead
- 2014: Los Pacaminos – A Fistful of Statins